# RTL Television
RTL Television, kraće RTL, njemačka je televizijska kuća sa sjedištem u Kölnu, dio RTL Grupe. Najveći konkurent joj je televizija Sat.1. Osnovana je 1. siječnja 1984. u Luksemburgu, a četiri godine kasnije sjedište je premješteno u Köln. Drži tržišni udio 10-12%, drugi po veličini na području Njemačke, iza javne postaje ZDF.
Snima njemačku sapunicu Dobra vremena, loša vremena, kao i poznatu kriminalističku seriju Cobra 11. Vodi i vlastitu novinarsku školu.
Osim Njemačke, pokriva područje Austrije, Luksemburga i Švicarske.

## Vanjske poveznice
- www.rtl.de  Arhivirana inačica izvorne stranice od 24. studenoga 2016. (Wayback Machine)  Službene stranice kanala (njem.)
- www.mediengrupe-rtl.de Službene stranice RTL Grupe - Njemačka (njem.)

|  | Zajednički poslužitelj ima još gradiva o temi RTL Television |